# Natàlia Arroyo
Natàlia Arroyo Clavell (Esplugues de Llobregat, 14 april 1986) is een Spaans voetbalcoach en voormalig voetbalster. Ze speelde als verdediger. Sinds 2014 is Arroyo bondscoach van het Catalaans vrouwenvoetbalelftal.

## Loopbaan als speler
Arroyo speelde vanaf tienjarige leeftijd in de jeugd van FC Barcelona. In 2006 debuteerde ze in de Superliga voor RCD Espanyol. In 2008 ging Arroyo voor Levante Las Planas spelen. Ze moest haar loopbaan als voetbalster vroegtijdig beëindigen vanwege diverse zware blessures. Arroyo speelde in 2007 één wedstrijd met het Catalaans elftal, waarin werd gewonnen van Galicië.

## Loopbaan als coach
Nadat Arroyo gestopt was met voetballen, werd ze jeugdtrainer bij de Federació Catalana de Futbol. In 2014 werd ze aangesteld als coach van het vrouwenelftal.